# Дом № 6 по Глинищевскому переулку
Дом № 6 по Глинищевскому переулку — здание-достопримечательность в Москве.

## Географическое расположение
Находится в Тверском районе, ЦАО.

## История
В XVIII веке территорией владел Александр Черкасский.
В 1778 году дом продали Матвею Васильевичу Дмитрию-Мамонову, президент Воотчинной коллегии. При нём здание построено.
После этого владением стала владеть Д. А. Олсуфьева. От неё здание перешло к Людвику де Жилли, граф полковник, по национальности француз.
В 1793 году Жилли попал в список людей, которые отреклись от Французской революции. Кроме него туда попала Мари Шальме. Она, в свою очередь, жена поверенного Жилли, Николая Обера. Обер затем выкупил дом у графа.
В 1803 году владелец дом был известен: Николай Обер взлетел на воздушном шаре.
Мари Обер-Шальме руководила на первом этаже в здании магазин «ценных вещей». Согласно мемуарам современников, магазин пользовался популярностью.
В декабре 1804 года при обыске магазина обнаружили 200000 запрещённых вещей, однако постоянные клиенты заступились за жену Обера.
В 1812 году Обера выслали из Москвы. В это время французская армия вошла в Москву. Несмотря на это Мари осталась.
Это здание не пострадало от пожара, но при отступлении она ушла вместе с детьми и умерла.
В том же году канцелярия московского обер-полицмейстера взяла дом. Все вещи из магазина проданы или украдены чиновниками.
В октябре 1816 года сыновья Обера вернули дом после чего сдали его в гостиницу.
В 1920 году левая часть здания сгорела, потом её разобрали.
Во время СССР домом владел Комитет советских женщин.
В XXI веке принадлежит Союзу Женщин России.

## Архитектура
Здание относится к эпохи классицизма.
После 1920 года левая часть сгорела и дом был несимметричным. Однако во время реставрации левую часть восстановили.